# Anna Gawrjuschenko
Anna Anatoljewna Gawrjuschenko (russisch Анна Анатольевна Гаврюшенко, engl. Transkription Anna Anatolyevna Gavriushenko; * 25. Mai 1982 in Leninogorsk, Kasachische SSR, UdSSR) ist eine ehemalige kasachische Sprinterin, die sich auf den 400-Meter-Lauf spezialisiert hatte.

## Sportliche Laufbahn
Erste Erfahrungen bei internationalen Meisterschaften sammelte Anna Gawrjuschenko im Jahr 2005, als sie bei der Sommer-Universiade in Izmir mit 54,33 s im Halbfinale über 400 m ausschied und mit der kasachischen 4-mal-400-Meter-Staffel in 3:32,86 min den sechsten Platz belegte. Anschließend gelangte sie bei den Asienmeisterschaften in Incheon mit 24,46 min auf den sechsten Platz im 200-Meter-Lauf und gewann mit der Staffel in 3:32,61 min gemeinsam mit Natalja Torschina, Tatjana Roslanowa und Olga Tereschkowa die Silbermedaille hinter dem Team aus Indien. Im November sicherte sie sich dann bei den erstmals ausgetragenen Hallenasienspielen in Bangkok in 54,99 s die Bronzemedaille über 400 m hinter ihrer Landsfrau Tatjana Roslanowa und Munira Saleh aus Syrien. Zudem wurde sie mit der Staffel disqualifiziert. Im Jahr darauf siegte sie in 54,89 s bei den Hallenasienmeisterschaften in Pattaya und gewann in 3:41,39 min gemeinsam mit Swetlana Lukaschewa, Marina Iwanowa und Wiktorija Jalowzewa auch im Staffelbewerb die Goldmedaille. 2007 konnte sie ihren Vorlauf bei den Asienmeisterschaften in Amman nicht beenden, gewann aber mit der Staffel in 3:50,81 min gemeinsam mit Tatjana Roslanowa, Margarita Mukaschewa und Marina Masljonko die Bronzemedaille hinter den Teams aus Indien und Japan. Anschließend erreichte sie bei den Studentenweltspielen in Bangkok das Viertelfinale über 200 m und schied dort mit 24,66 s aus. Daraufhin siegte sie bei den Hallenasienspielen in Macau gemeinsam mit Tatjana Roslanowa, Tatjana Asarowa und Olga Tereschkowa und egalisierte mit 3:37,59 min den damaligen Spiele- und Asienrekord. Im Jahr darauf belegte sie bei den Hallenasienmeisterschaften in Doha in 54,87 s den vierten Platz über 400 m und gewann mit der Staffel in 3:38,10 min gemeinsam mit Tatjana Asarowa, Marina Masljonko und Wiktorija Jalowzewa die Silbermedaille hinter den Inderinnen. 2009 klassierte sie sich bei den Militär-Weltmeisterschaften in Sofia mit 24,24 s auf dem fünften Platz über 200 m und erreichte mit 54,61 s Rang vier im 400-Meter-Lauf. Anfang November verteidigte sie bei den Hallenasienspielen in Hanoi in 3:39,21 min gemeinsam mit Wiktorija Jalowzewa, Margarita Mukaschewa und Marina Masljonko ihren Titel in der 4-mal-400-Meter-Staffel und kurz darauf schied sie bei den Asienmeisterschaften in Guangzhou mit 24,96 s im Halbfinale über 200 m aus und wurde mit der Staffel in 3:36,54 min Vierte. Daraufhin beendete sie ihre aktive Karriere im Alter von 27 Jahren.
2005 wurde Gawrjuschenko kasachische Meisterin im 200- und 400-Meter-Lauf und 2006 wurde sie Hallenmeisterin über 400 m.

## Persönliche Bestzeiten
- 200 Meter: 24,16 s (−3,5 m/s), 30. Mai 2004 in Bischkek
- 400 Meter: 52,88 s, 29. Mai 2004 in Bischkek
  - 400 Meter (Halle): 54,63 s, 13. November 2005 in Bangkok